# 박서정
박서정(본명: 박인영)은 대한민국의 연합뉴스TV 기상 캐스터이다.

## 학력
- 동국대학교 연극학부

## 경력
- 2023년 채널A 시청자마당
- 2024년 한국경제TV
- 2024년~ 연합뉴스TV 기상캐스터

## 방송
- 2020년 KBS2 썸바이벌 - 춘향선미
- 2023년 TVING 더 타임 호텔 - 호텔리어

## 광고
- 2018 모델 / 샤넬, 디올 / 메이크업 쇼 모델
- 2019 광고 / 삼성 갤럭시노트 10 펜 / TV광고 모델
- 2019 홍보대사 / 남원시 홍
- 2020 광고 / 포켓퍼퓸 / 퍼퓸 광고모델보대사 / 홍보대사
- 2021 패션쇼 / '비건타이거' '랭앤루' 런웨이 / 런웨이 모델
- 2021 광고 / 미스더필 / 뷰티 의약품 전속 광고모델
- 2023 광고 / 프로루틴 / 프로루틴 단백질음료 광고모델
- 2023 광고 / 리프핏 바디 마사지기 / 광고모델
- 2023 광고 / 비오텔라 / 전속 광고 광고모델

## 수상 및 출전
- 2015년 국문화예술교육총연합회 현대무용 장관상
- 2019년 미스코리아 beauty balm 수상
- 2021년 89회 미스춘향 정 수상
- 2023년 베스트 아나테이너 1위